# 牡荆
牡荆（学名：Vitex negundo var. cannabifolia）为唇形科牡荆属下植物黄荆的一个变种。

## 形态
- 落叶灌木或小乔木。
- 掌状五出复叶对生，偶有三出复叶，披针形小叶先端长尖，楔形叶基，边缘有小锯齿，淡绿色叶面，叶背密被白色绒毛，中三片小叶有叶柄，两侧的二片小叶无叶柄；
- 圆锥形顶生花序，夏季开淡紫色唇形花；
- 褐色球形核果。

## 外部連結
- 牡荊 Mujing （页面存档备份，存于） 藥用植物圖像數據庫（香港浸會大學中醫藥學院）（中文）（英文）
- 牡荊葉 中藥材圖像數據庫  (香港浸會大學中醫藥學院) （中文）（英文）
- 牡荊葉 Mu Jing Ye （页面存档备份，存于）中藥標本數據庫（香港浸會大學中醫藥學院）（繁體中文）（英文）

## 扩展阅读
- 維基物種上的相關：牡荆